# Вермланд (округ)
Округ Вермланд (швед. Värmlands län) је округ у Шведској, у западном делу државе. Седиште округа је град Карлстад.
Округ је основан 1779. године.

## Положај округа
Округ Вермланд се налази у западном делу Шведске. Њега окружују:
- са севера: Округ Даларна,
- са истока: Округ Еребру,
- са југа: Округ Вестра Јеталанд,
- са запада: Норвешка.

## Природне одлике
Рељеф: У округу Вермланд преовлађују брежуљкаста и брдска подручја до 400 метара надморске висине. Једино на крајњем северу округа постоје планине до 800 м надморске висине.
Клима: У округу Вермланд влада континентална са утицајем Атлантика (Голфска струја).
Воде: Вермланд је унутаркопнени округ у Шведској. Међутим, на југу округа налази се језеро Венерн, највеће у ЕУ. Обала језера је веома разуђена, са много острваца и малих залива. У унутрашњости постоји низ малих ледничких језера. Најважнија река је река Кларелвен, која се код Карлстада улива у језеро језеро Венерн.

## Историја
Подручје данашњег округа се у већем делу поклапа са историјском облашћу Вермланд.
У раздобљу 1634-1779. године подручје округа било је део некадашњег Округа Нерке и Вермланд, да би се 1779. године издвојило као засебан округ.

## Становништво
По подацима 2011. године у округу Вермланд живело је преко 270 хиљада становника. Последњих година број становника стагнира.
Густина насељености у округу је око 16 становника/km², што је мање од државног просека (23 ст./km²).

## Општине и градови
Округ Вермланд има 16 општина. Општине су:
| - Арвика - Грумс - Еда - Карлстад - Кил - Кристинехамн - Мункфорс - Орјенг | - Сефле - Сторфорс - Суне - Торсби - Филипстад - Форсхага - Хагфорс - Хамаре |

Градови (тачније „урбана подручја") са више од 10.000 становника су:
- Карлстад - 62.000 становника.
- Кристинехамн - 18.000 становника.
- Арвика - 14.000 становника.
- Скогхал - 13.000 становника.